# Radio Nederland Wereldomroep
Radio Nederland Wereldomroep (RNW, en français Radio Pays-Bas internationale), était le radiodiffuseur public néerlandais de radio et de télévision consacré à l'étranger, créé en 1947 et disparu en 2012.

## Histoire

### Diffusion pour l'empire colonial néerlandais (1927-1939)
Les Pays-Bas revendiquent d'avoir commencé la diffusion vers l'étranger, avec le début d'émissions régulières dès 1927 depuis les stations à ondes courtes de Philips, PHOHI et PCJJ.
Le programme international du dimanche débute en 1928 avec Eddy Startz comme présentateur. Il pratiquait plusieurs langues comme l'anglais, l'allemand et l'espagnol.
En 1937, la première antenne directionnelle est construite au site d'émission de Huizen, une technique qui ne sera utilisée communément qu'à partir des années 1960.
L'invasion allemande de mai 1940 interrompt l'activité de la station. L'émetteur de Huizen est utilisé pour la diffusion de programmes pro-nazi, certains venant d'Allemagne, d'autres de diffuseurs néerlandais sous contrôle de l'occupant.

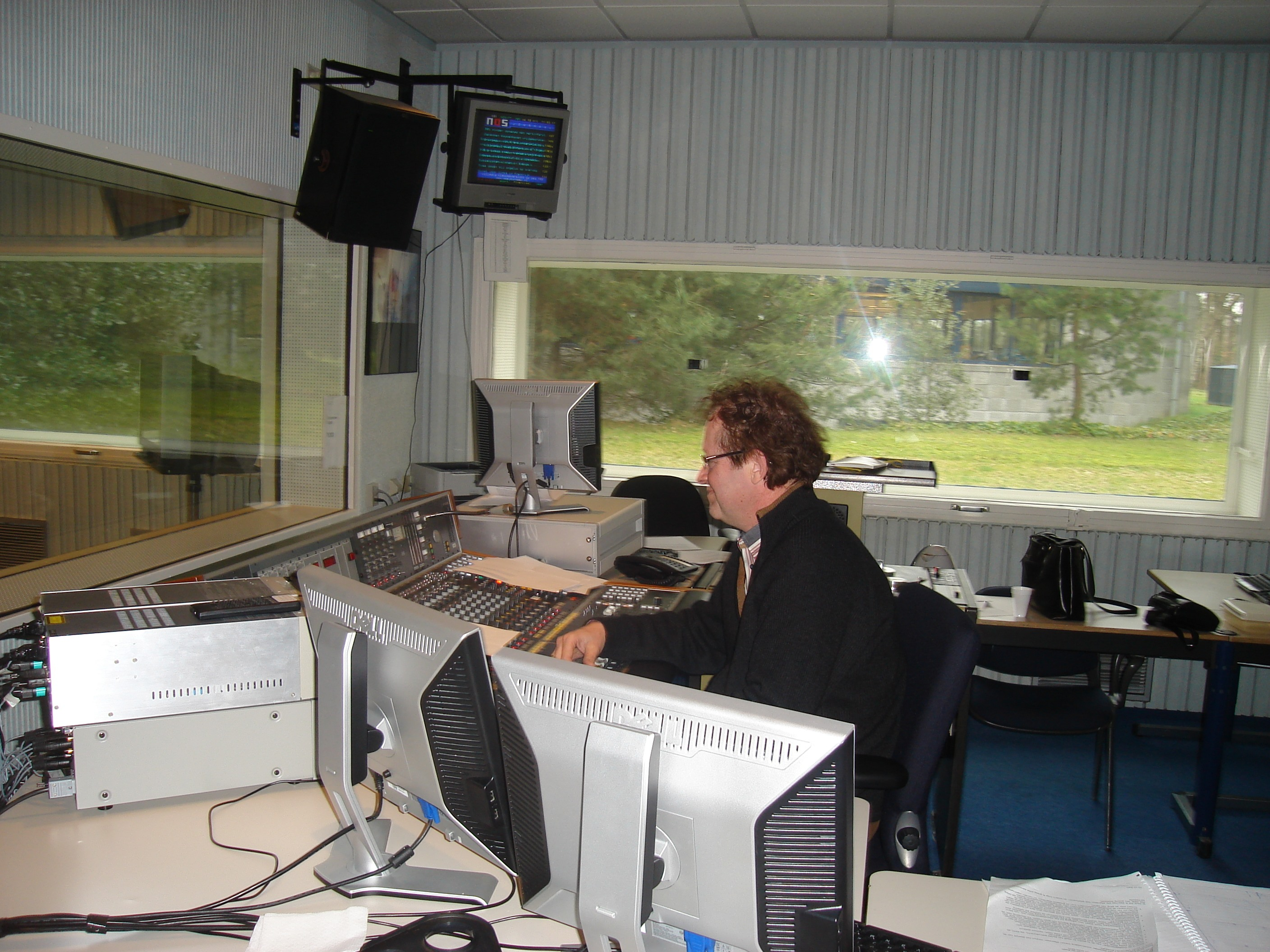
Studio Radio Nederland.

### La diffusion en exil (1940-1945)
Le gouvernement néerlandais en exil dispose de temps d'émission par les émetteurs de la BBC en 1941. Le programme Radio Oranje consiste en un commentaire quotidien de la situation des Néerlandais, que ce soit aux Pays-Bas ou dans l'empire colonial. Henk van den Broek, l'un des principaux commentateurs de Radio Oranje, reçoit la mission de remettre en route la diffusion publique une fois les Pays-Bas libérés.

### La guerre froide (1946-1989)
Cet homme lance Radio Herrijzend Nederland en 1946 depuis Eindhoven, les studios étant ensuite déplacés à Hilversum la même année. 

### L'ère Internet: après 1990

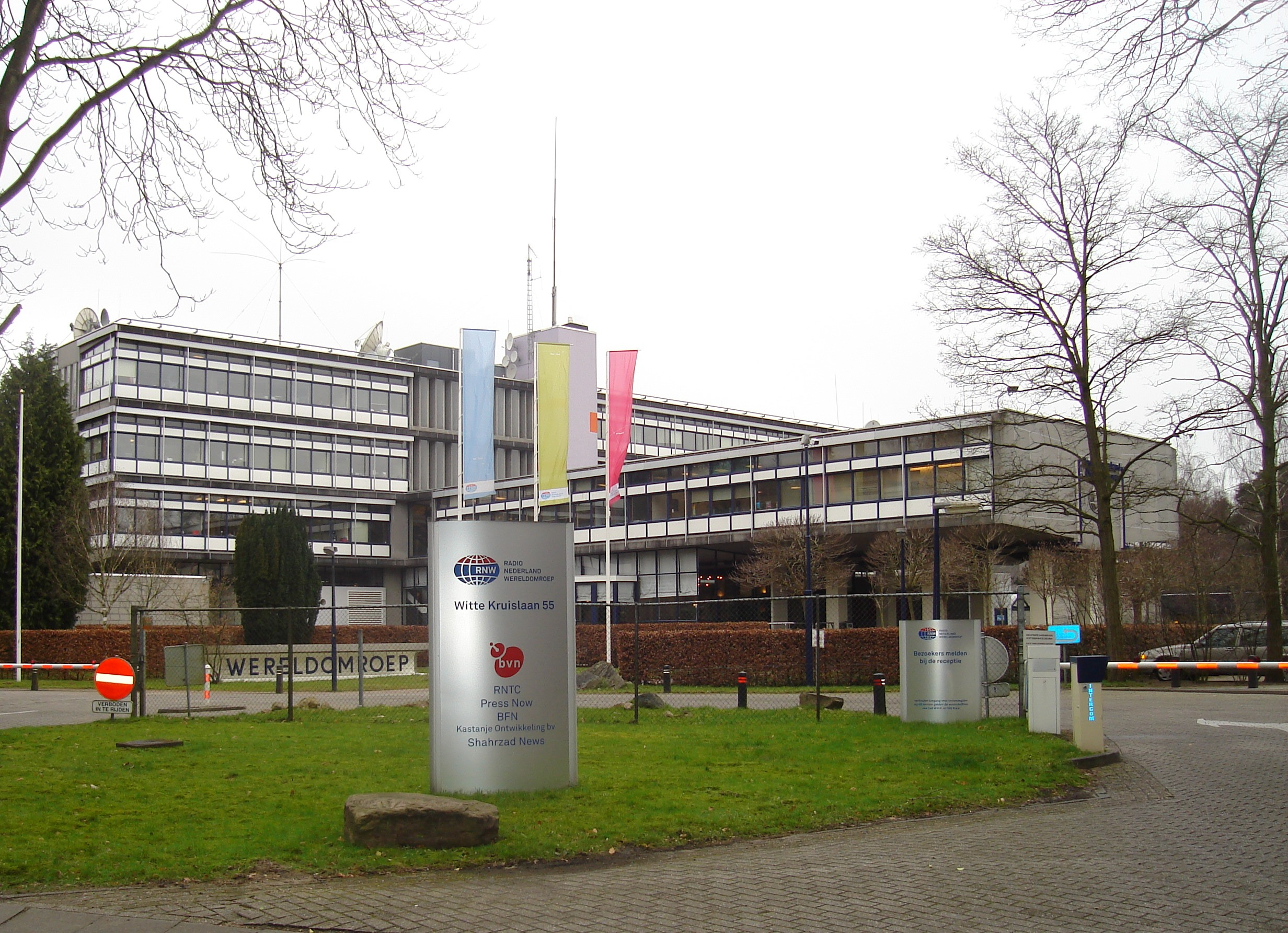
Le siège de Radio Pays-Bas internationale.

En 2004, la station subit de sévères coupes budgétaires, mais demeurait l'un des diffuseurs les plus créatifs d'Europe.

## Diffusion

### Relais en ondes courtes
Le 30 juin 2012, la dernière émission (en espagnol) est retransmise par la station de relais à Bonaire et la station disparaît des ondes courtes.